# NGC 891
NGC 891 ist eine Spiralgalaxie mit ausgedehnten Sternentstehungsgebieten vom Hubble-Typ Sb im Sternbild Andromeda am Nordsternhimmel. Die Galaxie ist rund 30 Millionen Lichtjahre von der Milchstraße entfernt und gehört zur NGC-1023-Gruppe. Mit einem Durchmesser von 150.000 Lichtjahren ist NGC 891 die dominierende Galaxie dieser Gruppe und gleichzeitig eine der größten bekannten Spiralgalaxien.
Das Objekt steht in Wechselwirkung mit der etwa 250.000 Lj. von ihr entfernten Zwerggalaxie UGC 1807.

Im selben Himmelsareal befinden sich weiterhin u. a. die Galaxien NGC 898, NGC 906, NGC 909, NGC 911.
Die Typ-II-Supernova SN 1986J wurde hier beobachtet.
Aufgrund einer Verwechslung wurde die Entdeckung von NGC 891 lange Zeit Caroline Lucretia Herschel zugeschrieben, tatsächlich wurde die Galaxie aber am 6. Oktober 1784 von Wilhelm Herschel entdeckt.
Aufnahmen der Galaxie mittels des Hubble-Weltraumteleskops zeigen ihre Details.

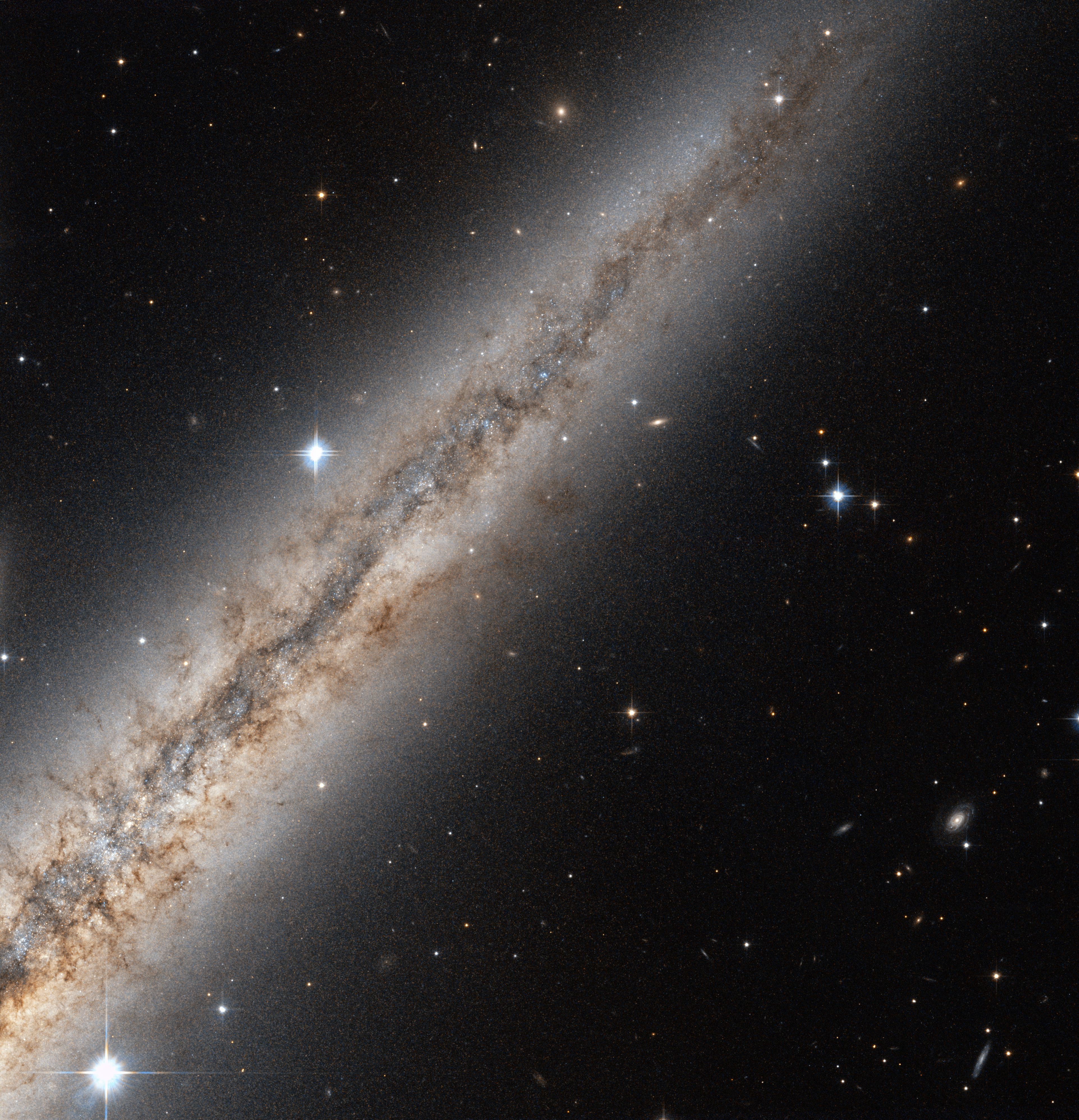
Nördlicher Teil
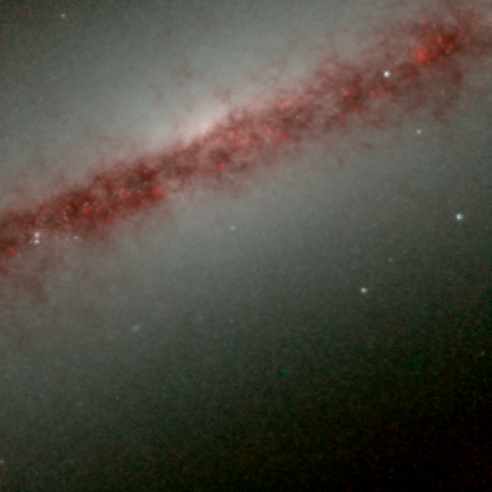
Details des Zentrums

Namentliche Erwähnung fand diese Galaxie in einer Ansage des Bordcomputers in John Carpenters Film Dark Star – Finsterer Stern ("Wenn die Dämmerung auf NGC 891 niedersinkt").